# Phin

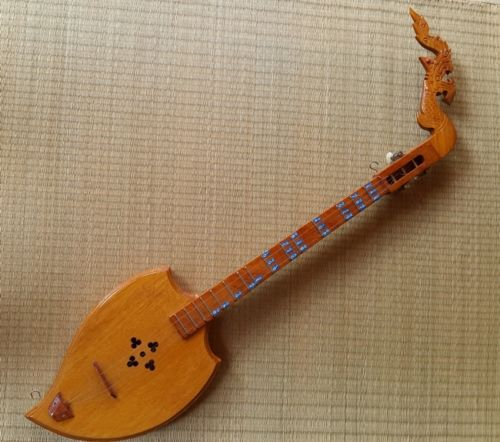
Phin

Phin (thailändisch พิณ) bezeichnet in Laos und in der Region Isan im Nordosten Thailands eine Gruppe von zwei- bis viersaitigen, gezupften Langhalslauten, die in der heutigen ländlichen Unterhaltungsmusik gespielt werden. Die phin begleitet zusammen mit der Mundorgel khaen die zum mo lam gehörenden Tanztheater- und Gesangsstile lam mu und lam ploen.
Einen indischen Ursprung haben zwei sehr alte Zupfinstrumente, die ebenfalls phin genannt werden und nur in Nordthailand vorkommen: die einsaitige Stabzither mit Kalebassenresonator phin nam tao und die mit ihr verwandte, zwei- bis fünfsaitige Stabzither phin phia.

## Namensherkunft
Die Silbe phin geht auf Sanskrit bin und vina zurück. Im 1. Jahrtausend v. Chr. stand vina allgemein für „Saiteninstrument“. Zunächst waren dies Bogenharfen. Ab der Mitte des 1. Jahrhunderts n. Chr. kommen Stabzithern und Lauteninstrumente vor, die bis heute in der indischen Musik gespielt werden. Das thailändische Wort phin ist einer von vielen Belegen für die Ausbreitung der indischen Musik nach Südostasien im 1. Jahrtausend n. Chr.
Ursprünglich bezeichnete phin in Thailand aus Indien eingeführte Stabzithern. Das einfachste Saiteninstrument ist die einsaitige phin nam tao, deren Saite über einen dünnen Holzstab verläuft. Die am Stab befestigte und als Resonator dienende Kalebasse erklärt den Namensbestandteil tao („Kalebasse“).
Die nur von Männern zur Liebeswerbung und Gesangsbegleitung in Nordthailand gespielte phin nam tao entspricht der kse diev, dem ältesten kambodschanischen Saiteninstrument. Eine solche Stabzither ist auf einem Flachrelief am Angkor Wat (Mitte 12. Jahrhundert) abgebildet, das eine Prozession mit Musikern zeigt. Die Form und Spielweise beider Stabzithern gehen auf eine frühe Form der indischen vina zurück, die in Indien heute verschwunden ist und sich nur noch in der sehr seltenen tuila im indischen Bundesstaat Odisha erhalten hat.
Eine Variante der heute nahezu verschwundenen phin nam tao ist die etwas größere phin phia (auch pin pia) mit zwei bis fünf Saiten. Der Verwendungszweck ist derselbe. Beide Stabzithern produzieren einen sehr leisen Ton. Die phin phia gilt als Instrument der Epensänger im ehemaligen Königreich Lan Na.

## Bauform und Spielweise

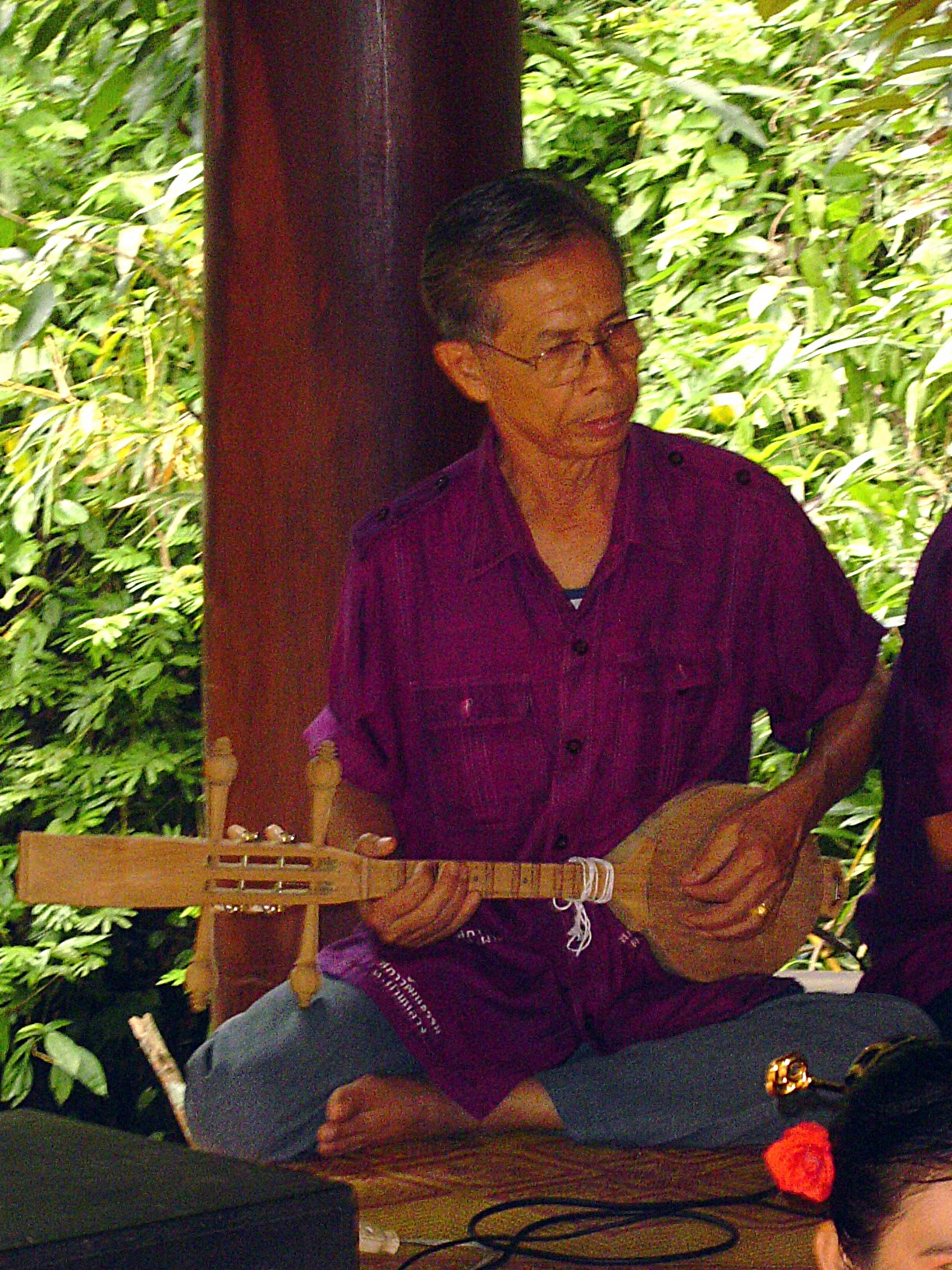
Viersaitige Langhalslaute süng in der nordthailändischen Provinz Uttaradit

Wann und von wo das Lauteninstrument eingeführt wurde, ist unklar. Es ist wohl jüngeren Ursprungs und hat sich aus der nordthailändischen Zupflaute süng entwickelt. Weiterhin ist die phin mit der größeren viersaitigen thailändischen Langhalslaute krajappi verwandt, deren Name auf die verschwundene indische kacchapi vina zurückgeht, die auch für die Lauten chapey dang veng in Kambodscha, hasapi in Sumatra und für die javanische Zither kacapi namensgebend war.
Die Saiten laufen wie bei der Gitarre über fünf bis acht Bünde am Hals, der hinter dem Wirbelkasten in einem seitwärts nach oben geschwungenen und dekorativ gestalteten Bogen ausläuft. Die Form des hölzernen Korpus ist weitgehend beliebig, sie kann rund, oval, rechteckig kastenförmig oder als Imitation einer Gitarre tailliert kastenförmig sein. Die Außenmaße des Korpus betragen 20 bis 30 Zentimeter, die Gesamtlänge des Instruments zwischen 60 Zentimeter und einem Meter. Je nachdem, ob die phin mit einfachen Mitteln von einem Amateurmusiker selbst hergestellt oder von einem Instrumentenbauer angefertigt wurde, unterscheidet sich die Qualität der Ausführung. Bei aufwendigen Instrumenten endet der Hals hinter dem Wirbelkasten in einer seitwärts weiterführenden, reich beschnitzten Krümmung. Korpus und Hals können aus mehreren Teilen zusammengesetzt oder aus einem einzigen dicken Holzbrett ausgesägt sein. In letzterem Fall wird das Innere des Korpus bis auf einen dünnen, birnen- oder tropfenförmigen Rand ausgesägt. Anschließend werden die Zargen beidseitig mit einer dünnen Holzplatte beklebt. Der flache Steg liegt lose auf der mit einem Schallloch unter den Saiten versehenen Decke.
Die meisten Instrumente besitzen drei Metallsaiten, die auf die Tonhöhen A–d–a (lai yai), A–d–a (lai noi), A–a–a (hua tok mawn) oder A–a–e’ (lam ploen samai boran) gestimmt sind. Bei der vierten Stimmung spielt der Musiker die Melodie in parallelen Quinten auf der mittleren und oberen Seite, während er mit der unteren Saite einen Bordunton hinzufügt. Ansonsten spielt er auf einer Saite die Melodie und stets den Bordunton auf der unteren Saite. Angerissen werden die Saiten mit einem Plektrum aus tierischem Horn in der rechten Hand. Viele Musiker verwenden seit den 1990er Jahren einen elektrischen Verstärker.
Die phin wird entweder als alleiniges Melodieinstrument oder zusammen mit der Mundorgel khaen gespielt. Für den Rhythmus sorgen mit den Händen geschlagene Trommeln. Die gespielten Melodien gehören zum traditionellen Repertoire der khaen, das manche Spielern durch eigene Kompositionen ergänzen. Khaen und eine elektrisch verstärkte phin begleiten den Sänger bei einer lam ploen genannten Liedgattung, die nach 1950 in manchen Gegenden von Nordostthailand und Laos entstand. Neben Handtrommeln sind außerdem ein westliches Schlagzeugset beteiligt. Lam oder mo lam ist der Oberbegriff für verschiedene unterhaltende und zeremonielle Tanztheater und Gesangsstile in dieser Region, von denen einige erst in der zweiten Hälfte des 20. Jahrhunderts entstanden sind. Andere bei den dörflichen lam-Stilen eingesetzte Musikinstrumente sind die Fiedel sor bip mit einer Bechdose als Korpus (eine einfachere Verwandte der zentralthailändischen Streichlaute sor u) und die Panflöte wot (wode). Älter als lam ploen ist das Volkstheater lam mu, zu dessen Musikensemble stets khaen und phin gehören, seit den 1970er Jahren ergänzt durch westliche Musikinstrumente wie Keyboards. Weitere mitwirkende  Instrumente sind das Xylophon pong lang und seit den 1980er Jahren das phin hai, ein Set aus drei Tontöpfen, über deren Öffnungen je ein Gummiband gespannt ist, das beim Zupfen ein tiefes rhythmisches Geräusch ergibt.
Das Genre lam sing besteht grundsätzlich aus einer khaen, einer elektrisch verstärkten phin und einem Schlagzeugset. Das Repertoire besteht aus traditionellen Melodien und Versen in modernem musikalischen Gewand, ergänzt um Elemente aus dem populären Gesangsstil luk thung. Lam sing ist bei nächtlichen Veranstaltungen in Nordostthailand äußerst beliebt. Weniger bekannt ist das Genre lam phanya yoi aus der Gegend um die am Mekong gelegene Stadt Mukdahan. Es enthält ebenfalls Elemente des luk thung und wird vor allem für das laute Spiel der elektrischen phin geschätzt.
Die lam mu- und lam ploen-Ensembles begannen in den 1970er Jahren, das Publikum zur Eröffnung ihrer Tanz- und Musikaufführungen mit luk thung-Liedern aufzuwärmen. Ein Ensemble bestand zu dieser Zeit aus 15 bis 20 Mitgliedern. Ein Jahrzehnt später waren diese Ensembles auf 60 bis 100 Mitglieder angewachsen. Die neu hinzugekommenen Darsteller bilden seither eine eigene Truppe (hang khruang), die sich aus bunt kostümierten Tänzern und weiteren Musikern mit westlichen Musikinstrumenten zusammensetzt. Die khaen ist in dieser großen Besetzung zu einem folkloristischen Symbol verkommen. Solche Formationen sind für allgemein zugängliche Familien- und Dorffeiern zu teuer, sie benötigen ein professionelles Management und ein abgesperrtes Aufführungsgelände, für dessen Zutritt Eintrittskarten verkauft werden. Die ersten drei Stunden einer solchen Veranstaltung werden luk thung-Lieder gesungen.
Abgesehen von solchen Großveranstaltungen besteht eine reisende lam-Truppe aus rund 20 männlichen und weiblichen Tänzern und Musikern, und ein kleines Musikensemble aus vier bis sechs Mitgliedern. Nach einer Befragung im Jahr 2006 verdient ein phin-Spieler so viel wie eine Tänzerin (500 Baht, 12,5 US-$), ein khaen-Spieler das Doppelte (1000 Baht, 25 US-$) und ein Bassist liegt (mit 700 Baht, 17,5 US-$) pro Aufführung in der Mitte. Hinzu kommt ein kleiner Aufschlag für Spesen auf Reisen.